# 봉의고등학교
봉의고등학교(鳳儀高等學校)는 대한민국 강원특별자치도 춘천시 후평동에 있는 공립 고등학교이다.

## 학교 연혁
- 1986년 11월 11일 : 봉의고등학교 설립인가(보통과 18학급)
- 1987년 3월 5일 : 개교
- 1995년 9월 12일 : 정보통신과 3학급인가(총 21학급)
- 2016년 3월 1일 : 2016학년도 보통과 1학급 증설(30학급)
- 2025년 1월 2일 : 제36회 졸업식(졸업생 226명, 총 10,449명)
- 2025년 3월 1일 : 제21대 김용섭 교장 부임
- 2025년 3월 4일 : 2025학년도 입학식(일반과 247명, 음악중점과 10명 입학(257명 입학))

## 참고 자료
- 봉의고등학교 - 한국교육학술정보원 학교알리미